# Pitcairnia jimenezii
Pitcairnia jimenezii är en gräsväxtart som beskrevs av Lyman Bradford Smith. Pitcairnia jimenezii ingår i släktet Pitcairnia och familjen Bromeliaceae. Inga underarter finns listade i Catalogue of Life.